# Kholezey (Kelbajar)
Kholezey est un village de la région de Kelbajar en Azerbaïdjan.

## Histoire
En 1993-2020, Kholezey était sous le contrôle des forces armées arméniennes. Le 25 novembre 2020, sur la base d'un accord trilatéral entre l'Azerbaïdjan, l'Arménie et la Russie en date du 10 novembre 2020, la région de Kelbajar, y compris le village de Kholezey, a été restituée sous le contrôle de l'Azerbaïdjan. 

## Sources
Geuy boulag, Gochaboulaglar, Daryurdun boulaghi, Utchgunun boulaghi, Tozlu boulag, Garaghatli boulag, Tchatimin boulaghi, Sari boulag, Dach boulag, Tchinguilli boulag, Ismayilin boulaghi, etc.